# Probyn Ellsworth Inniss
Sir Probyn Ellsworth Inniss MBE (* 18. November 1936, St. Kitts, British Leeward Islands; † 12. März 2017) war der letzte Gouverneur von St. Christopher-Nevis-Anguilla von 1975 bis 1980 und, in der Folge der Trennung von Anguilla, der Gouverneur von St. Kitts und Nevis von 1980 bis 1981.

## Leben
Inniss wurde in St. Kitts geboren, wo er auch seine Ausbildung begann, bevor er an die University of the West Indies ging, an der er 1961 seinen Abschluss machte. Zunächst arbeitete er als Lehrer, ging dann nach England um Jura zu studieren und wurde Anwalt als Mitglied von Middle Temple. Bei seiner Rückkehr nach St. Kitts trat er in den Staatsdienst ein, und im Juni 1967 wurde ihm der Order of the British Empire (MBE) verliehen.

### Gouverneur
Im August 1975 folgte Inniss Milton Allen im Amt des Gouverneurs von Saint Christopher-Nevis-Anguilla, damals ein West Indies Associated State des Vereinigten Königreichs. Im Zusammenhang mit dieser Aufgabe wurde er zum Knight Bachelor in den 1976 New Year Honours ernannt, und wurde im Juli desselben Jahres von Königin Elisabeth II. persönlich investiert. Im Laufe seiner Amtszeit gab es drei große Veränderungen. Robert Llewellyn Bradshaw, Paul Southwell und Lee Moore, sowie Kennedy Simmonds dienten seinerzeit in verschiedenen Staatsgebilden als Premierminister. 1981 verweigerte Inniss den Royal Assent (Zustimmung) zu einem Gesetz, welches in der Regierung von Simmonds verabschiedet worden war. Er hielt es für verfassungswidrig. Daraufhin verlangte Simmonds schriftlich von Elisabeth II. die Beauftragung als Gouverneur zurückzunehmen, was auch im November erfolgte.

## Späteres Leben
Nach seiner Amtszeit kehrte Inniss in den Anwaltsberuf zurück und gründete seine eigene Kanzlei. Er verfasste außerdem Bücher über die Geschichte von St. Kitts, vor allem über die Geschichte von Basseterre und der Saint Kitts and Nevis Labour Party.